# Grand Hotel (Taipeh)

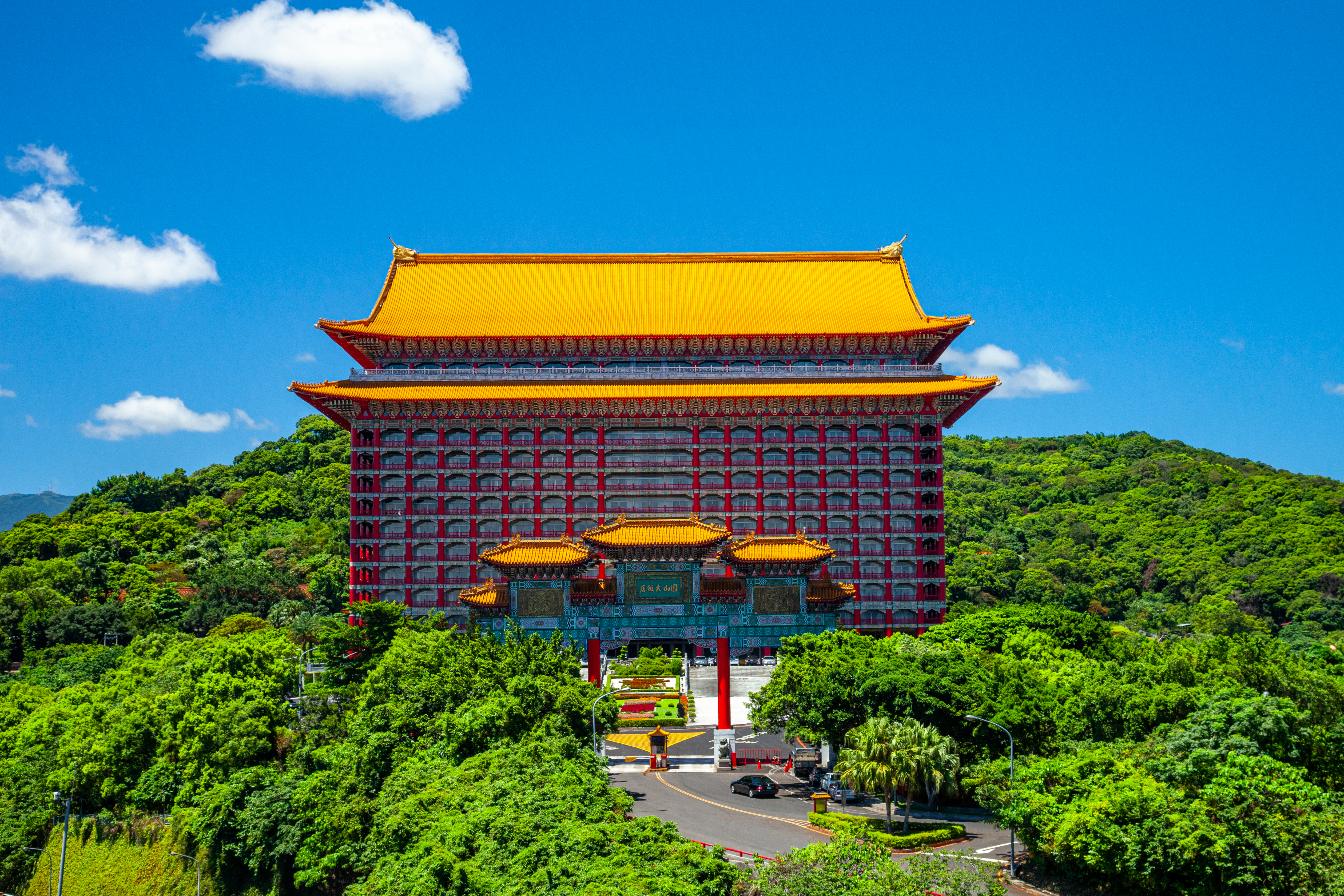
Das Grand Hotel Taipeh

Das Grand Hotel Taipeh (chin. 圓山大飯店 Yuánshān Dà Fàndiàn) liegt im Bezirk Zhongshan der taiwanischen Hauptstadt Taipeh. Betrieben von der Duen-Mou-Gesellschaft, einer halbstaatlichen Non-Profit-Organisation, ist das vierzehnstöckige Gebäude ein Wahrzeichen Taipehs und eins der repräsentativsten Hotels in Taiwan. Seit seiner Errichtung im Jahr 1952 wurde es von zahlreichen namhaften internationalen Persönlichkeiten besucht.

## Lage
Das Hotel liegt im Bezirk Zhongshan im Zentrum der Stadt Taipeh auf der Anhöhe Yuanshan unweit des Keelung-Flusses der U-Bahn-Stationen Yuanshan und Jiantan.

## Geschichte

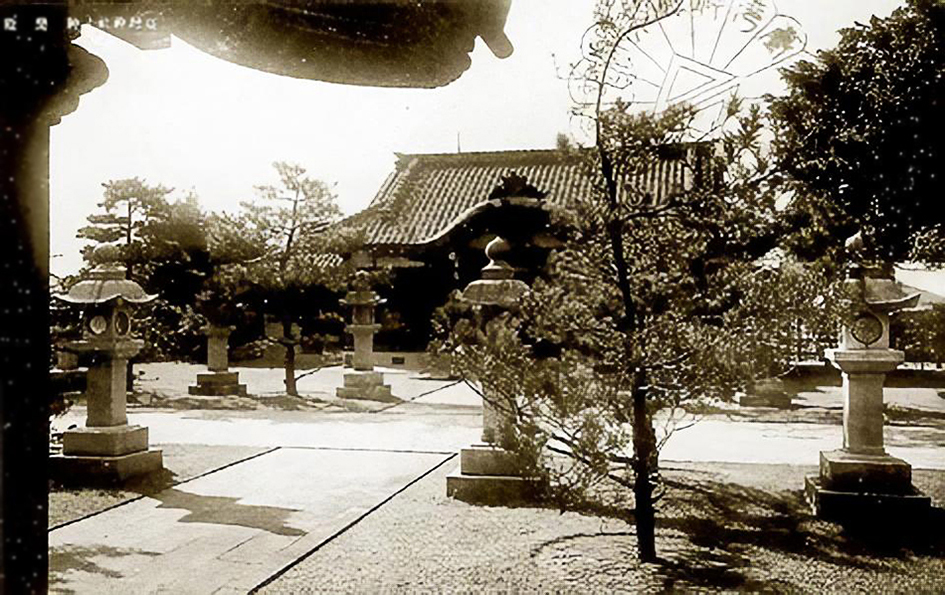
Der Große Schrein von Taiwan

Nach ihrer Niederlage im Chinesischen Bürgerkrieg und ihrem Rückzug nach Taiwan fehlte es der Kuomintang-Regierung an einem Fünf-Sterne-Hotel zur Unterbringung hochrangiger ausländischer Gäste. Um diesem Mangel abzuhelfen, wurde ein Planungskomitee unter Federführung der Präsidentengattin Song Meiling gebildet, um den Bau eines Luxushotels auf dem Yuanshan-Hügel in Taipeh zu organisieren. Auf dem Gelände hatte bis dahin der Große Schrein von Taiwan, ein Shintō-Schrein aus der Zeit der japanischen Herrschaft gestanden, dessen Ruinen für den Hotelbau abgerissen wurden. Mit der Konstruktion wurde der Architekt Yang Cho-Cheng beauftragt.
Das Hotel wurde im Mai 1952 eröffnet und in der Folgezeit kontinuierlich ausgebaut. Eingerichtet wurden ein Schwimmbad, ein Tennisplatz und ein Klubsaal (1953), der Golddrachen-Pavillon und das Restaurant zum Goldenen Drachen (1956), der Jadephönix- (1958) und der Chi-Lin-Pavillon (1963). Im Jahr 1968 wurde das Hotel von der amerikanischen Zeitschrift Fortune zu einem der zehn besten Hotels der Welt gekürt. Am Nationalfeiertag der Republik China (10. Oktober) des Jahres 1973 wurden die Gesamtkonstruktion schließlich feierlich für beendet erklärt. Im Lauf der Zeit gastierten zahlreiche bedeutende internationale Persönlichkeiten, darunter einige amtierende und ehemalige Staatsoberhäupter.
Im Jahr 1995 brach bei Renovierungsarbeiten auf dem Dach des Hotels ein Feuer aus. Das Dach und die oberen Stockwerke des Gebäudes wurden zerstört, da die Leitern und Feuerlöschpumpen der Feuerwehr nicht bis so weit oben reichten. Nach drei Jahren Sanierungsarbeiten konnte im Jahr 1998 wieder das ganze Gebäude der Öffentlichkeit zugänglich gemacht werden.
Ein Ableger des Grand Hotels wurde 1957 am Ufer des Liebes-Flusses in Kaohsiung, der zweitgrößten Stadt Taiwans, eröffnet. 1971 zog das Grand Hotel Kaohsiung an den Chengching-See im Kaohsiunger Bezirk Niaosong um.

## Architektur

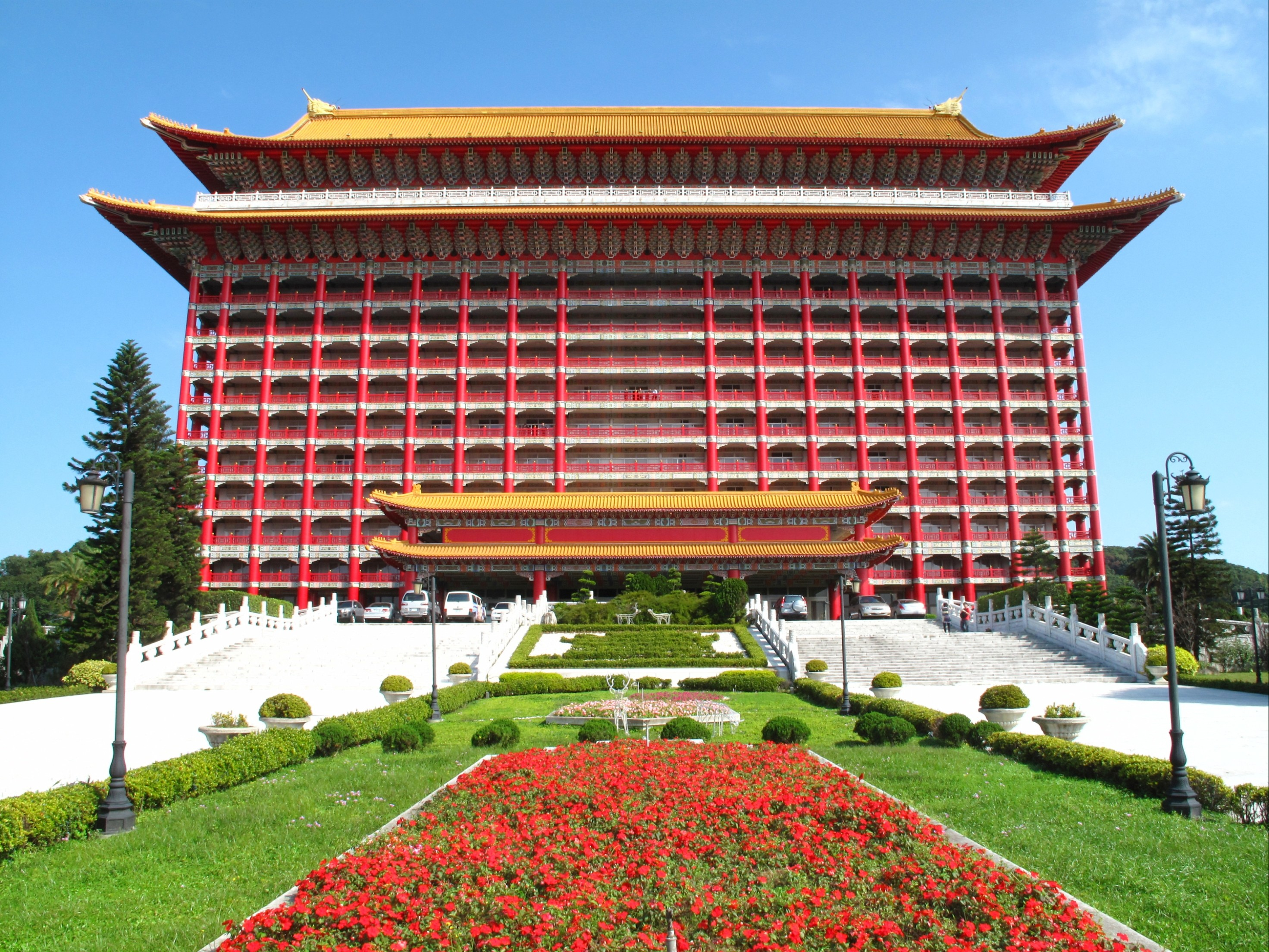

Da das Hotel unter anderem zur Beherbergung hochrangiger internationaler Gäste der Republik China dienen und daher repräsentativ wirken sollte, wurde das Gebäude in Anlehnung an die Architektur traditionell-chinesischer Paläste gebaut. Das Hauptgebäude ist mit 87 m Höhe eines der höchsten Gebäude chinesischen Stils weltweit und war von 1973 bis 1981 das höchste Gebäude Taiwans.
Außen zeugen die vielen zinnoberroten Säulen und das geschwungene Dach vom traditionellen chinesischen Stil, innen sind die Räume mit zahlreichen chinesischen Kunstgegenständen, Wandverkleidungen, Gemälden und Skulpturen geschmückt. Ein in großer Häufigkeit wiederkehrendes Motiv ist der Chinesische Drache. Weitere häufige Motive sind Chinesische Löwen und die Pflaumenblüte (Nationalblume der Republik China).

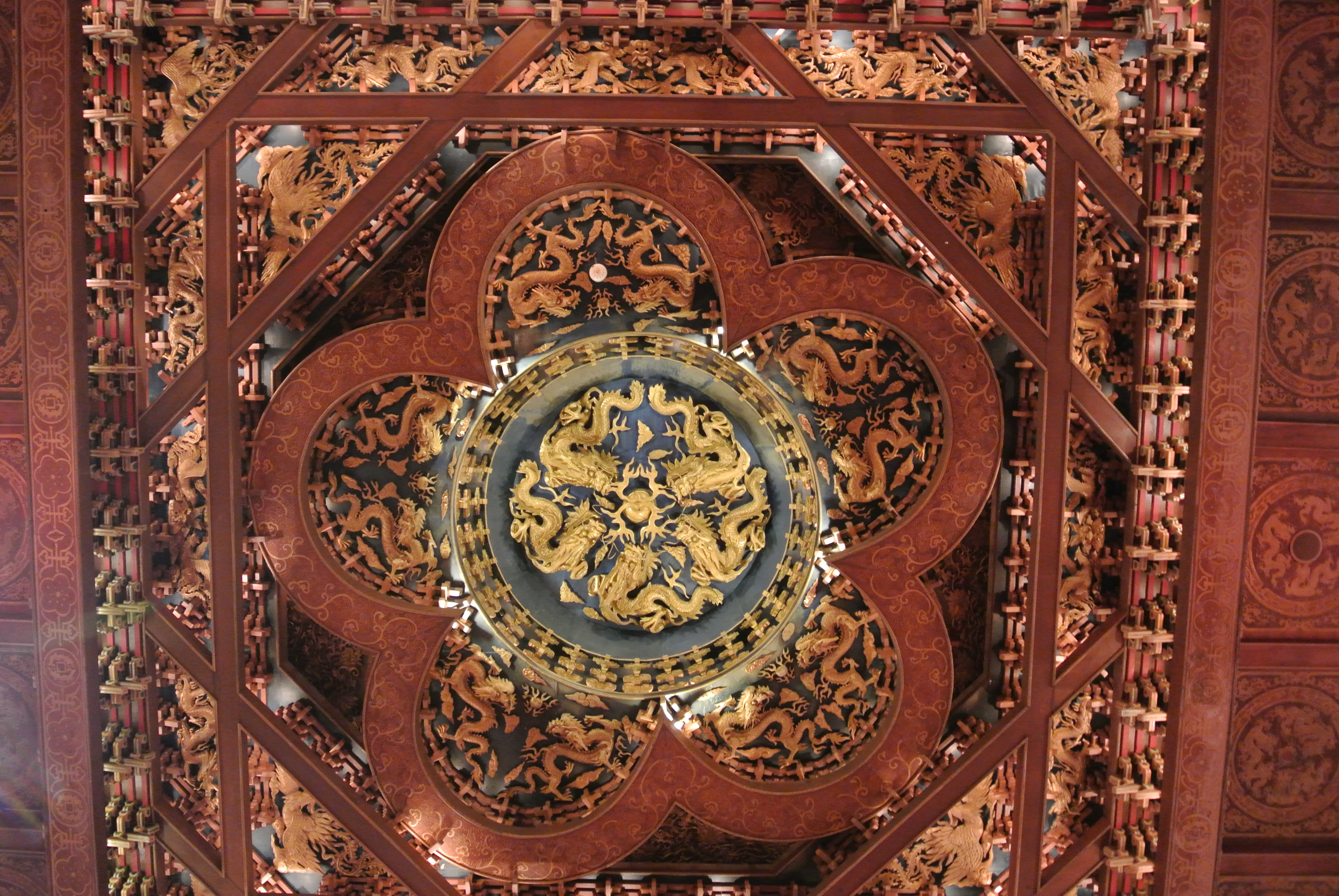
Deckenverzierung

Jede der acht Gästeetagen ist im Stil unterschiedlicher Dynastien der chinesischen Geschichte eingerichtet. Insgesamt gibt es 490 Zimmer, von denen man zumeist einen guten Weitblick auf die Stadt Taipeh hat. Die teuersten Räume finden sich in der Präsidentensuite, in der sich Gegenstände aus der Hinterlassenschaft des Präsidenten Chiang Kai-shek und seiner Gattin befinden. Das Hotel verfügt zudem über eine Reihe von Hörsälen und Konferenzräumen, die regelmäßig für nationale wie internationale Veranstaltungen genutzt werden. Für das leibliche Wohl sorgen drei Restaurants.

### Unterirdische Gänge
Eine besondere Eigenart des Hotels sind die unterirdischen Gänge unter dem Gebäude, deren Existenz erst nach dem Brand von 1995 öffentlich bekannt wurde. Die zwei mit Stahlbeton verkleideten sowie mit Treppen und Beleuchtung ausgestatteten Tunnel (Gesamtlänge etwa 180 m) sollten als Bunker und Fluchtwege im Fall eines Luft- oder Atomangriffs dienen. Die zu nahegelegenen Parks führenden geheimen Ausgänge der Tunnel sind mit Betonplatten getarnt und blieben jahrzehntelang unentdeckt. Die unterirdischen Gänge werden in der Regel nur zu besonderen Anlässen für Besucher geöffnet.

## Trivia
- Nach der Brandkatastrophe von 1995 wurden die beiden Drachenköpfe auf dem Dach des Gebäudes, die zuvor nach außen gerichtet waren, um 180° gedreht und sind nun nach innen gerichtet, um das Hotel vor erneuten Bränden zu schützen (Drachen bringen nach chinesischer Vorstellung Wasser und Regen).
- Das Hotel kommt in dem Film Eat Drink Man Woman (1994) von Regisseur Ang Lee vor.
- Ein Level des Videospiels Alpha Protocol spielt im Grand Hotel.
- In einer Folge der Serie Ghost in the Shell: S.A.C. 2nd GIG übernachtet Major Motoko Kusanagi im Grand Hotel.

## Galerie

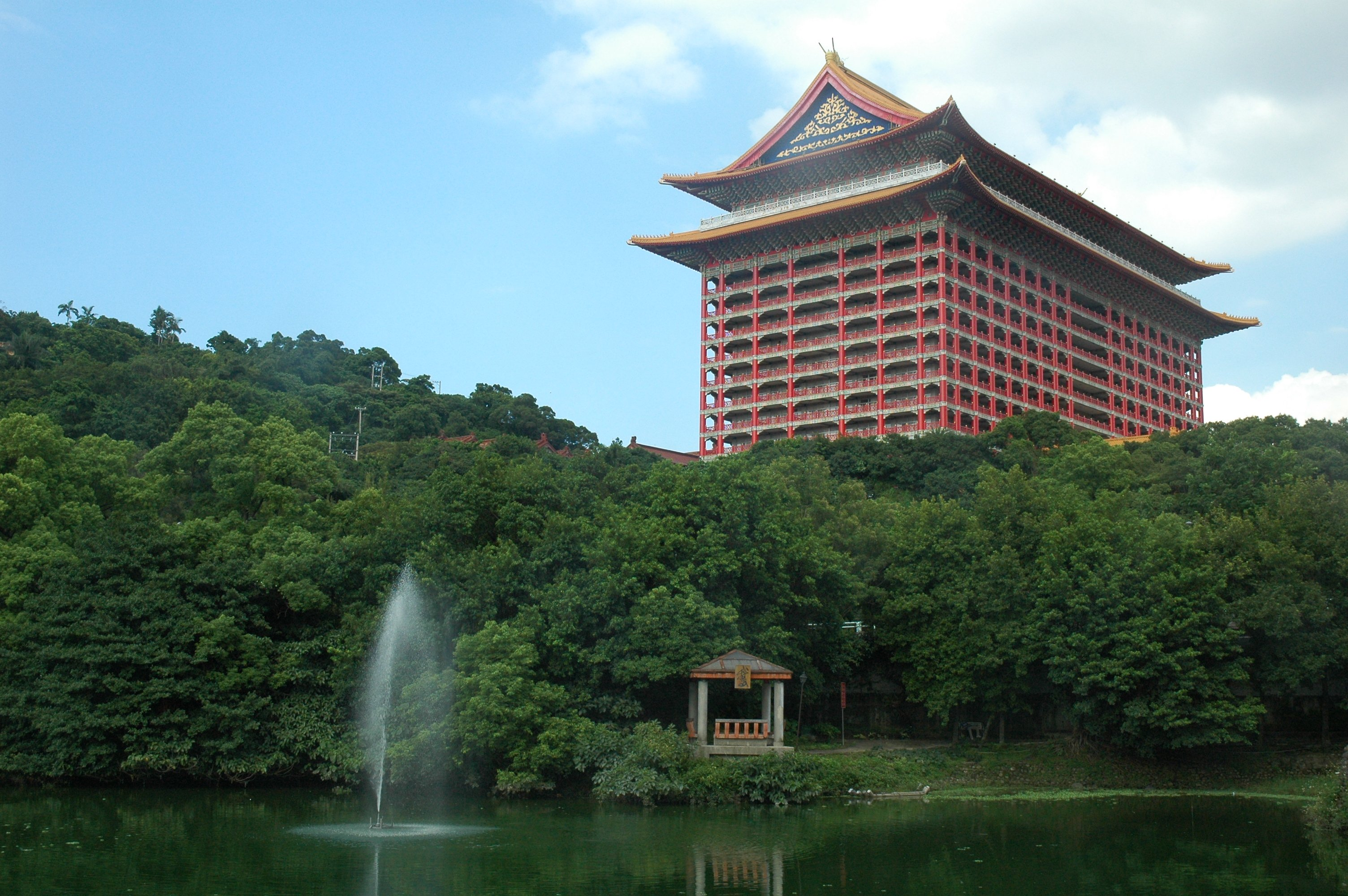
Grand Hotel mit Springbrunnen
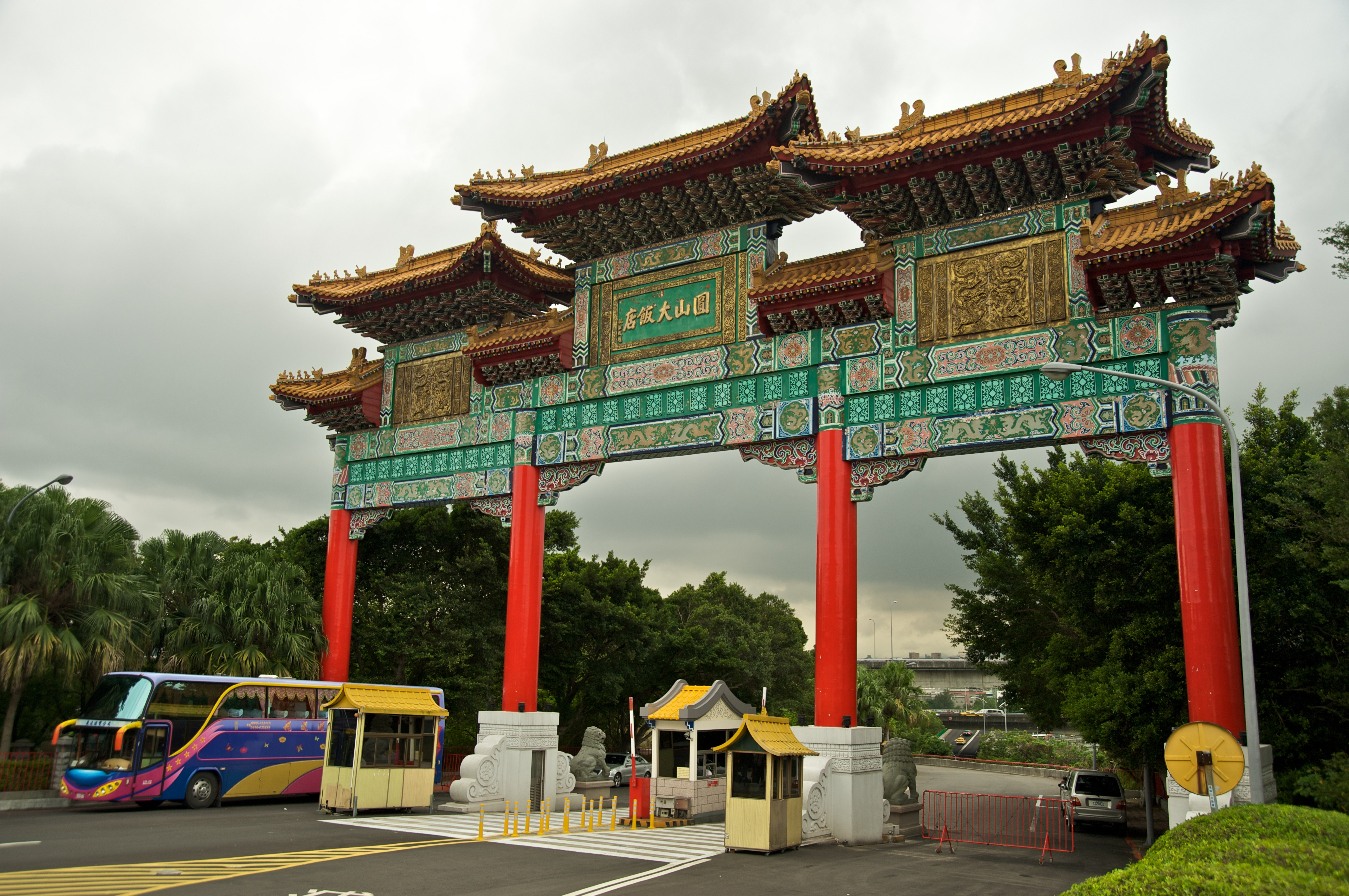
Torbogen
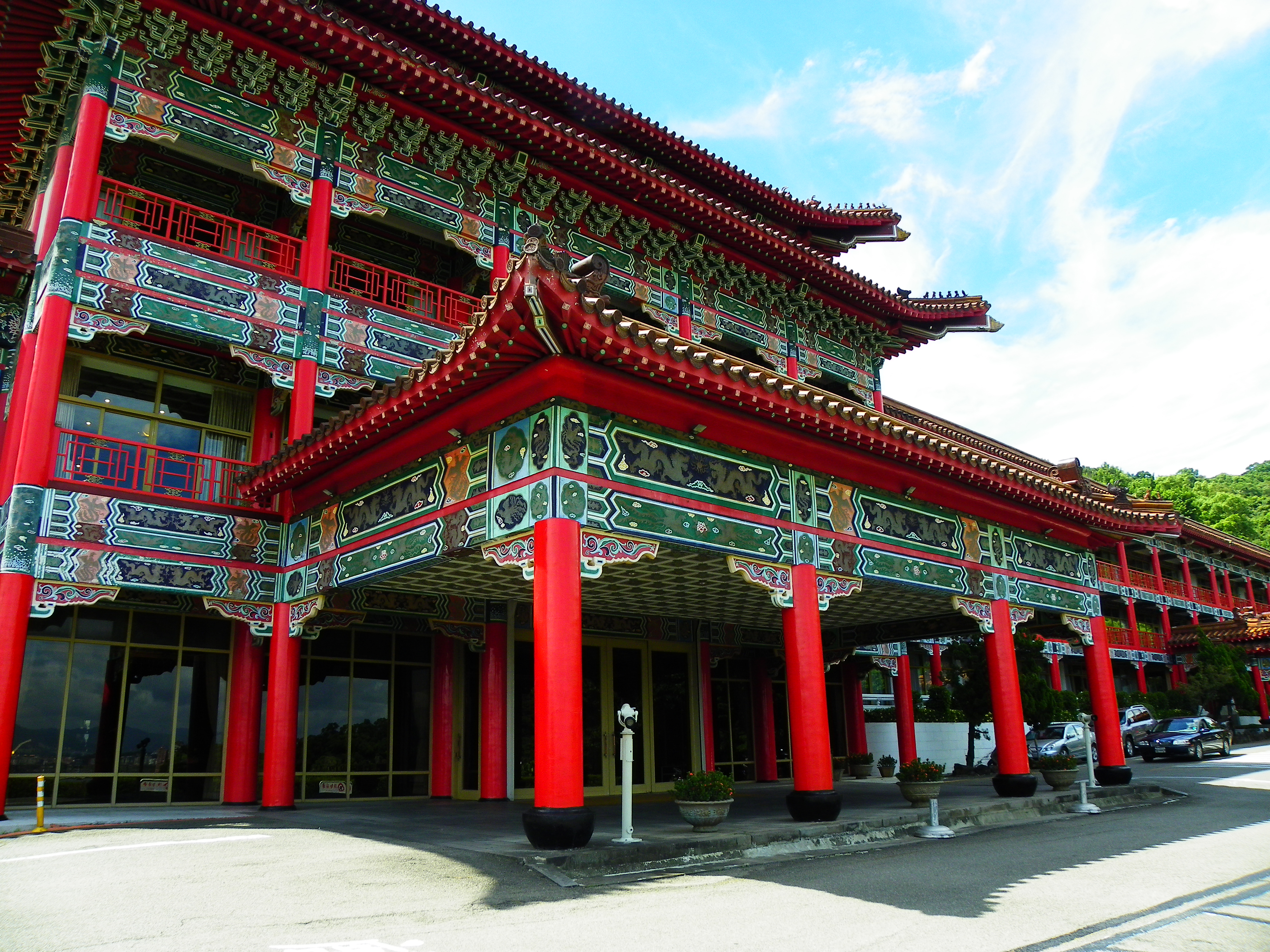
Eingang zur Chi-lin-Halle
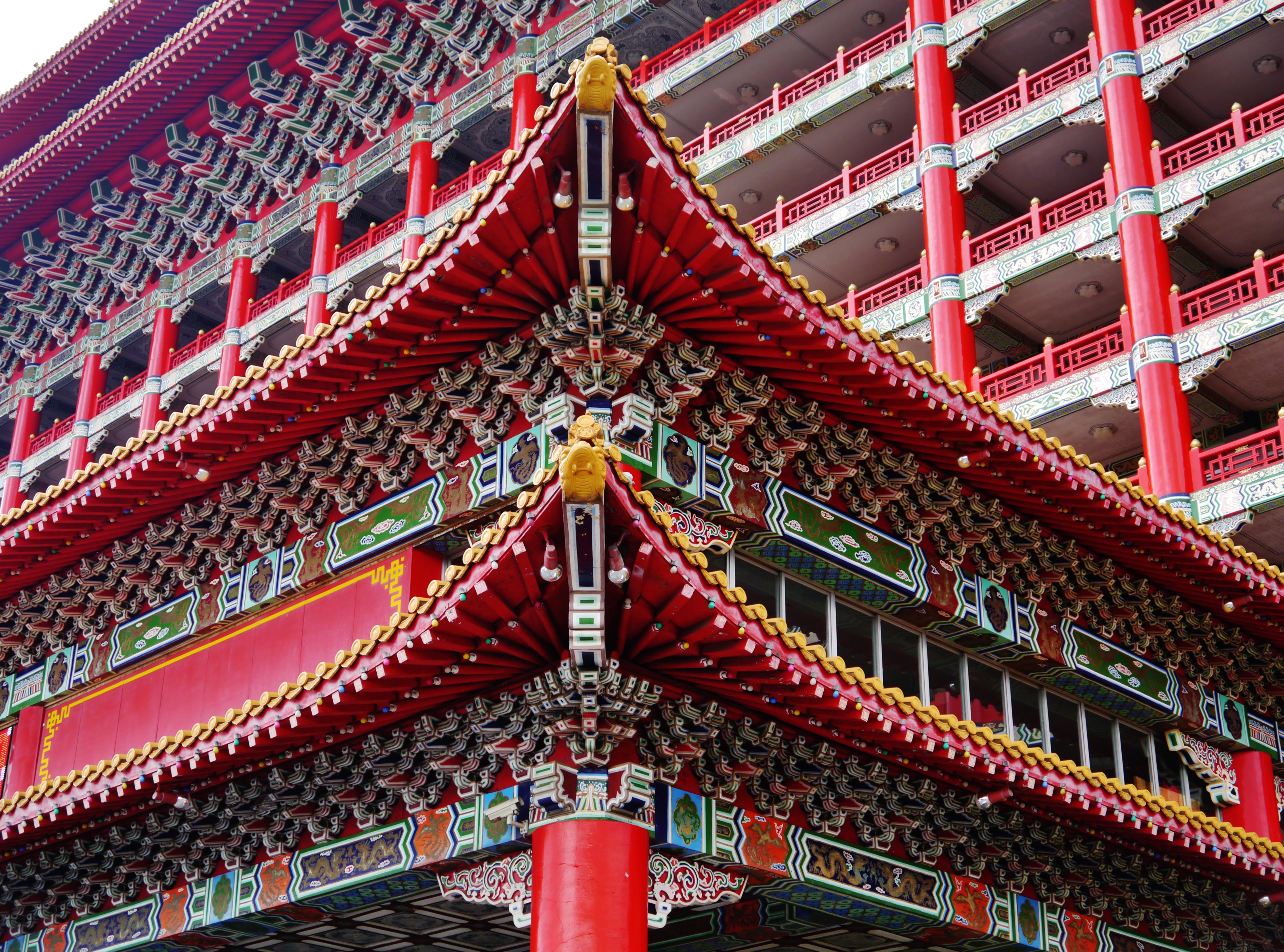
Vordach
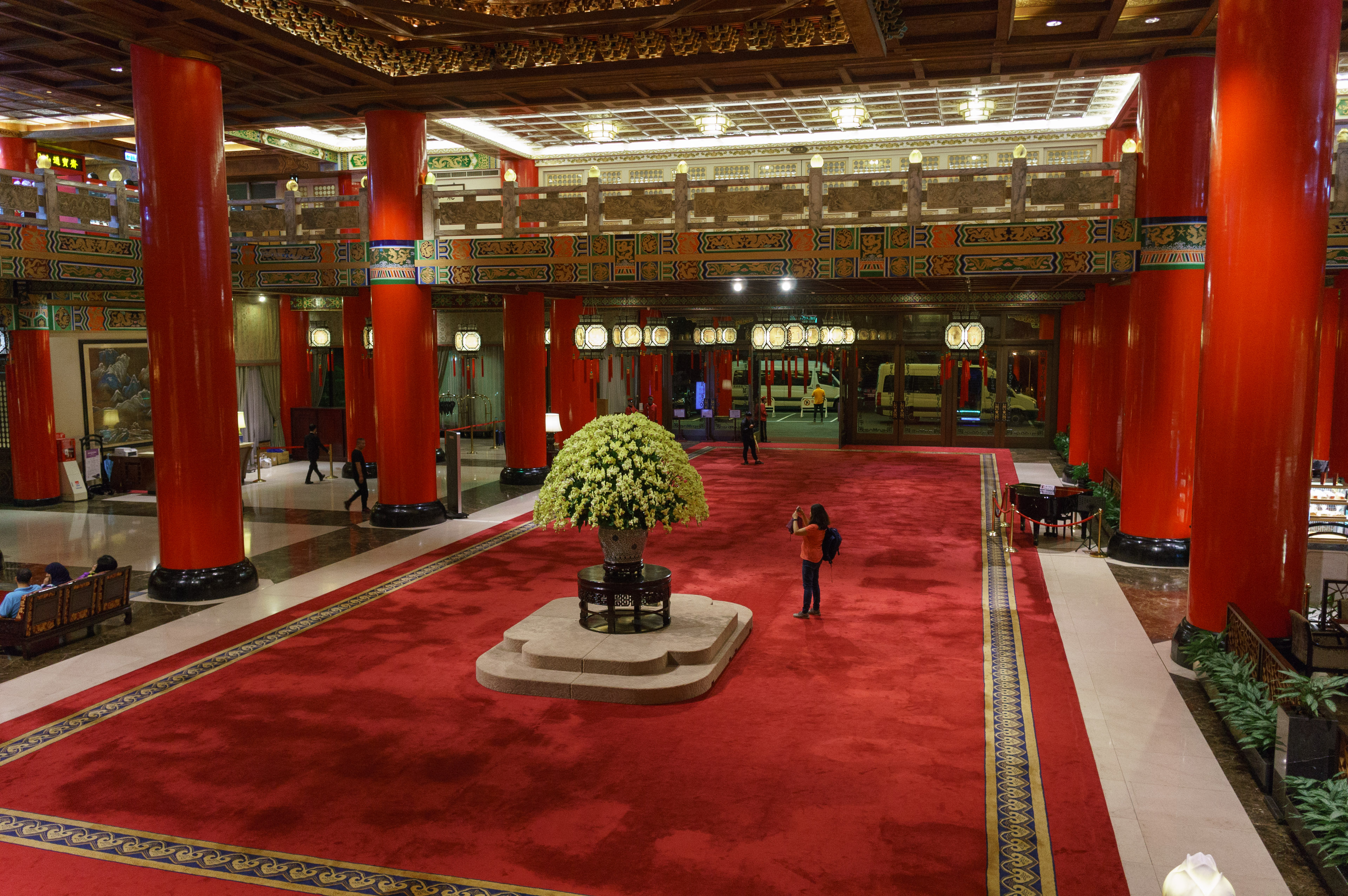
Empfangshalle
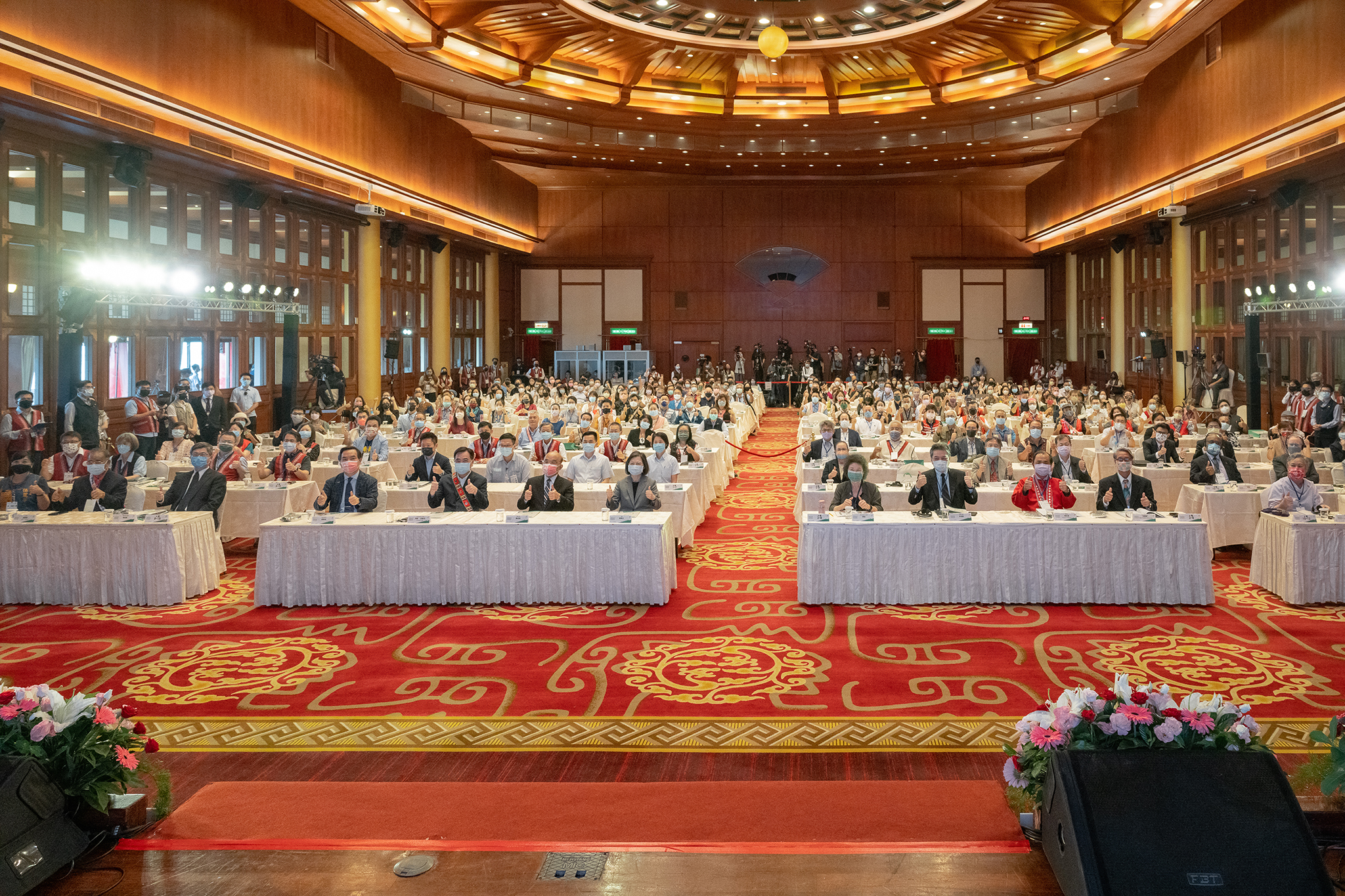
Veranstaltungssaal
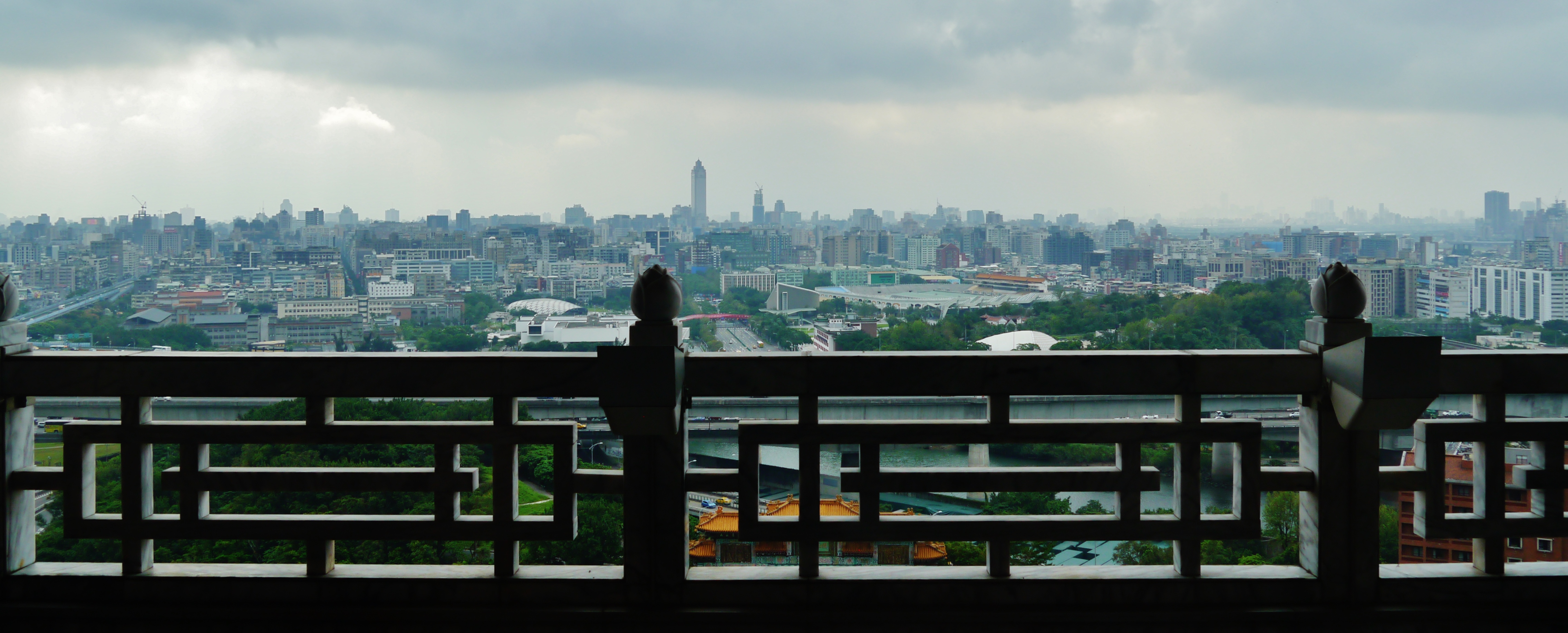
Blick von der obersten Etage